# MTV Europe Music Awards de 2021
O MTV Europe Music Awards de 2021 foi realizado em 14 de novembro de 2021, na László Papp Budapest Sports Arena, em Budapeste, na Hungria. Esta foi a primeira vez que a Hungria sediou a premiação, tendo sido também o primeiro país do antigo Bloco de Leste a acolher o evento. O plano original era que Budapeste acolhesse o MTV Europe Music Awards em 2020, mas tal não aconteceu devido à pandemia de COVID-19, tendo, nesse ano, sido palco apenas da atuação de David Guetta com Raye.
O cantor Justin Bieber liderou as indicações este ano, com um total de oito, tornando-se o cantor e o artista mais indicado. Doja Cat e Lil Nas X tiveram ambos seis indicações, com Doja sendo a cantora mais indicada. O grupo BTS foi o grupo masculino e o artista de K-pop mais indicado, enquanto Little Mix recebeu o maior número de indicações para um grupo feminino. A categoria Melhor Artista de K-Pop foi introduzida este ano.

## Controvérsia
Após a decisão de realizar o MTV EMA em Budapeste, houve críticas à escolha da Hungria para albergar o evento, por causa da decisão, aprovada no parlamento nacional do país, de adotar leis contra a comunidade LGBT, em junho de 2021. O presidente e CEO da MTV Entertainment Group Worldwide, Chris McCarthy, explicou que nenhuma censura do governo húngaro seria tolerada:
"Como homem gay, minhas emoções pessoais tomaram conta de mim. Depois de saber que essa legislação fora aprovada, minha reação instintiva foi de que deveríamos mudar o evento para outro país. No entanto, peguei o telefone para entrar em contato com líderes LGBTQ + globais, [...] e consultei nosso grupo de recursos de funcionários LGBTQ +, o Emerge. A decisão estava muito clara para todos nós, [...] não deveríamos mudar o evento. Em vez disso, devemos seguir em frente, usando a premiação como uma oportunidade para se solidarizar com a comunidade LGBTQ+ da Hungria e em todo o mundo, enquanto continuamos a lutar por igualdade para todos ".

## Apresentações
| Artista(s)          | Canção(ões)                       | Apresentado por |
| ------------------- | --------------------------------- | --------------- |
| Ed Sheeran          | "Overpass Graffiti"               | —               |
| Saweetie            | "Tap In" "Best Friend" "Out Out"  | —               |
| Imagine Dragons JID | "Enemy"                           | Saweetie        |
| Griff               | "One Night"                       | Saweetie        |
| Girl in Red         | "Serotonin"                       | —               |
| One Republic        | "Run"                             | Saweetie        |
| Ed Sheeran          | "Shivers"                         | Saweetie        |
| Maluma Rayvanny     | "Nibebe"                          | Saweetie        |
| Måneskin            | "Mammamia"                        | —               |
| Kim Petras          | "Coconuts" "Hit It From The Back" | Saweetie        |
| YUNGBLUD            | "Fleabag"                         | Saweetie        |

Notas
1. ↑  Filmado na Praça dos Heróis, em Budapeste, Hungria.

## Vencedores e indicados
| Melhor Canção (apresentado por Ryan Tedder) | Melhor Vídeo (apresentado por Olly Alexander) |
| --- | --- |
| - Ed Sheeran — "Bad Habits" - Justin Bieber com part. de Daniel Caesar & Giveon — "Peaches" - Olivia Rodrigo — "Drivers License" - Doja Cat com part. de SZA — "Kiss Me More" - Lil Nas X – "Montero (Call Me by Your Name)" - the Kid Laroi e Justin Bieber – "Stay" | - Lil Nas X – "Montero (Call Me by Your Name)" - Doja Cat com part. de SZA — "Kiss Me More" - Justin Bieber com part. de Daniel Caesar & Giveon — "Peaches" - Normani com part. de Cardi B – "Wild Side" - Taylor Swift – "willow" - Ed Sheeran — "Bad Habits"               |
| Melhor Artista (apresentado por Saweetie) | Melhor Colaboração |
| - Ed Sheeran - Doja Cat - Justin Bieber - Lady Gaga - Lil Nas X - the Weeknd | - Doja Cat com part. de SZA — "Kiss Me More" - Black Eyed Peas e Shakira — "Girl like Me" - Lil Nas X e Jack Harlow – "Industry Baby" - the Kid Laroi e Justin Bieber – "Stay" - Silk Sonic — "Leave the Door Open" - The Weeknd e Ariana Grande – "Save Your Tears (Remix)" |
| Melhor Grupo | Artista Revelação (apresentado por Joel Corry) |
| - BTS - Imagine Dragons - Jonas Brothers - Little Mix - Måneskin - Silk Sonic | - Saweetie - Giveon - Griff - Olivia Rodrigo - the Kid Laroi - Rauw Alejandro |
| Melhor Artista de Pop | Melhor Artista de Musica Eletrônica |
| - BTS - Doja Cat - Dua Lipa - Ed Sheeran - Justin Bieber - Olivia Rodrigo | - David Guetta - Calvin Harris - Joel Corry - Marshmello - Skrillex - Swedish House Mafia |
| Melhor Artista de Rock (apresentado por Drew McIntyre) | Melhor Artista Alternativo (apresentado por Manu Gavassi) |
| - Måneskin - Imagine Dragons - Foo Fighters - The Killers - Kings of Leon - Coldplay | - Yungblud - Willow - Machine Gun Kelly - Lorde - Halsey - Twenty One Pilots |
| Melhor Artista de Hip-Hop (apresentado por Winnie Harlow) | Melhor Artista Latino (apresentado por Rita Ora) |
| - Nicki Minaj - Drake - Kanye West - DJ Khaled - Cardi B - Megan Thee Stallion | - Maluma - Bad Bunny - Rosalía - Rauw Alejandro - Shakira - J Balvin |
| Melhor Artista de K-Pop | Melhor Artista Push |
| - BTS - Lisa - Monsta X - NCT 127 - Rosé - Twice | - Olivia Rodrigo - 24kGoldn - Foushée - Girl in Red - Griff - JC Stewart - Jxdn - Latto - Madison Beer - Remi Wolf - Saint Jhn - the Kid Laroi |
| Maiores Fãs (apresentado por Beca Dudley e Jack Saunders no Pré-show) | Vídeo pelo Bem (apresentado por Jack Saunders no Pré-show) |
| - BTS - Ariana Grande - Blackpink - Justin Bieber - Lady Gaga - Taylor Swift | - Billie Eilish — "Your Power" - Demi Lovato — "Dancing with the Devil" - Girl in Red — "Serotonin" - H.E.R. — "Fight for You" - Harry Styles — "Treat People with Kindness" - Lil Nas X — "Montero (Call Me by Your Name)"                                                  |
| Prêmio Generation Change (apresentado por Drew Barrymore) | |
| - Viktória Radványi (Hungria) (apresentado por Saweetie) - Sage Dolan-Sandrino (Estados Unidos) - Matthew Blaise (Nigéria) - Erika Hilton (Brasil) - Amir Ashour (Iraque)                                                                                             | |

Notas
1. ↑  Pré gravado em Nova Iorque, nos Estados Unidos.

## Vencedores e indicados regionais
Os indicados regionais foram anunciados em 20 de outubro de 2021.
| Europa | Europa |
| Melhor Artista Francês | Melhor Artista Alemão |
| --- | --- |
| - Amel Bent - Dadju - Jérémy Frérot - Tayc - Vianney                                                                              | - badmómzjay - Álvaro Soler - Provinz - Tokio Hotel - Zoe Wees                                                            |
| Melhor Artista Húngaro | Melhor Artista Israelense                                                                                                 |
| - Azahriah - Follow the Flow - Harlott Pénz - Margaret Island - Wellhello                                                         | - Noa Kirel - Eden Ben Zaken - Eden Derso - Noga Erez - Jasmin Moallem                                                    |
| Melhor Artista Italiano | Melhor Artista Nórdico |
| - Aka 7even - Caparezza - Madame - Måneskin - Rkomi                                                                               | - Tessa (Dinamarca) - Drew Sycamore (Dinamarca) - Sigrid (Noruega) - Swedish House Mafia (Suécia) - Zara Larsson (Suécia) |
| Melhor Artista Polonês | Melhor Artista Português                                                                                                  |
| - Daria Zawiałow - Brodka - Krzysztof Zalewski - Margaret - Sanah                                                                 | - Diogo Piçarra - Bárbara Tinoco - Nenny - Plutónio - Wet Bed Gang                                                        |
| Melhor Artista Russo | Melhor Artista Espanhol                                                                                                   |
| - Max Barskih - Mari Kraimbrery - Musia Totibadze - Imanbek - Slava Marlow                                                        | - Aitana - Ana Mena - C. Tangana - Colectivo Da Silva - Pablo Alborán                                                     |
| Melhor Artista Suíço | Melhor Artista Britânico e Irlandês                                                                                       |
| - Gjon's Tears - Arma Jackson - Monet192 - Stefanie Heinzmann - Loredana                                                          | - Little Mix - Dave - Dua Lipa - Ed Sheeran - KSI                                                                         |
| África | |
| Melhor Artista Africano | |
| - Wizkid (Nigéria) - Amaarae (Gana) - Diamond Platnumz (Tanzânia) - Focalistic (África do Sul) - Tems (Nigéria)                   | |
| Ásia | |
| Melhor Artista Indiano | |
| - Divine - Ananya Birla - Kaam Bhaari x Spitfire x Rākhis - Raja Kumari - Zephyrtone                                              | |
| Melhor Artista Japonês | Melhor Artista Coreano |
| - Sakurazaka46 - Awesome City Club - Eve - STUTS - Vaundy                                                                         | - Aespa - Cravity - STAYC - Weeekly - WEi                                                                                 |
| Melhor Artista Sul Asiático | |
| - JJ Lin (Singapura) - Ink Waruntorn (Tailândia) - K-ICM (Vietnã) - Naim Daniel (Malásia) - Lyodra (Indonésia) - SB19 (Filipinas) | |
| Austrália e Nova Zelândia | |
| Melhor Artista Australiano | Melhor Artista Neozelandês                                                                                                |
| - Ruel - Amy Shark - Masked Wolf - The Kid Laroi - Tones and I                                                                    | - Teeks - Broods - Jolyon Petch - Lorde - Six60                                                                           |
| Américas | |
| Melhor Artista Brasileiro | Melhor Artista Canadense                                                                                                  |
| - Manu Gavassi - Anitta - Ludmilla - Luísa Sonza - Pabllo Vittar                                                                  | - Johnny Orlando - Justin Bieber - Shawn Mendes - The Weeknd - Tate McRae                                                 |
| Melhor Artista Caribenho | Melhor Artista Latino - Região Norte                                                                                      |
| - Bad Bunny - Farruko - Guaynaa - Natti Natasha - Rauw Alejandro                                                                  | - Alemán - Danna Paola - Gera MX - Humbe - Sofía Reyes                                                                    |
| Melhor Artista Latino - Região Central                                                                                            | Melhor Artista Latino - Região Sul                                                                                        |
| - Sebastián Yatra - Camilo - J Balvin - Karol G - Maluma                                                                          | - Tini - Duki - Nicki Nicole - María Becerra - Trueno                                                                     |
| Melhor Artista Estadunidense | |
| - Taylor Swift - Ariana Grande - Doja Cat - Lil Nas X - Olivia Rodrigo                                                            | |